# Hallins konsthandel

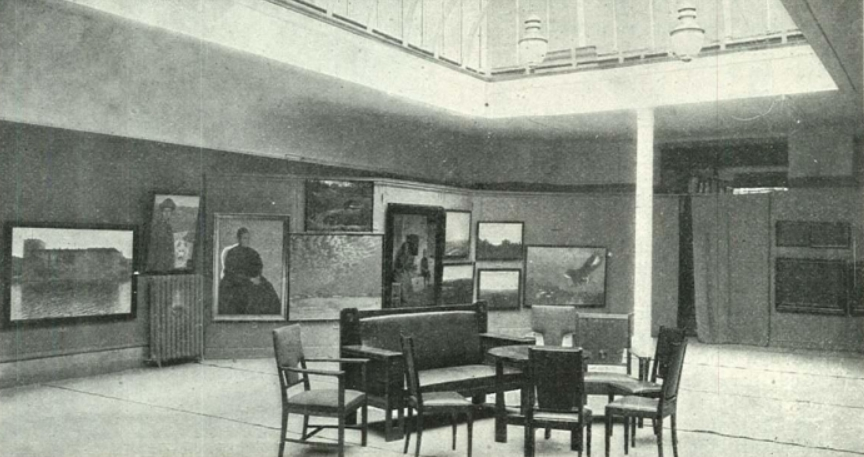
Hallins konsthandel, foto från 1908.

Hallins konsthandel var en konsthandel verksam på Norra Drottninggatan 22 i Stockholm. Mest känd är konsthandeln för att den uppmärksammades för den moderna konstens genombrott i Sverige. Konstnärsgruppen De Unga hade nämligen sina tre utställningar 1909, 1910 och 1911 i deras lokaler. Konsthandeln hade inget annat samband med utställarna än att de hyrde ut lokalerna. Den lade sig inte i vad som ställdes ut. Exempel på konstnärer förutom De Unga som ställde ut där var:
Konstnärsgruppen De Frie, Emil Nolde , Lena och Gunnar Börjeson, Ellen Jolin, Richard Hall, Sven Otto Lindström, Arsenius (John, Georg, Sam och Fredrik), Eva Mannerheim-Sparre, Olof Ahlberg, Anders Svarstad, Valandselever - Mollie Faustman, Gösta Törneqvist, Carl Luthander och Frans Timén.
Isaac Grünewald hade där även i slutet av 1911 sin första separatutställning och han ställde 1913 även ut där tillsammans med Sigrid Hjertén.
Efter De Ungas utställning 1911 övertog August Strindberg lokalen. Han ställde då ut sina samlade verk: oljemålningar, böcker och fotografier. Inkomsterna gick till den nationella insamlingen för Strindberg, vilken hade startats i april samma år. Hans sista förälskelse, Fanny Falkner, hade redan ställt ut med De Unga och kontakten med De Unga var säkerligen anledningen att han valde just Hallins konsthandel för denna utställning.